# 松林圖屏風
松林圖屏風（日语：松林図屏風、しょうりんずびょうぶ）是日本安土桃山時代的繪師長谷川等伯的代表作。這部作品是近世日本水墨畫的代表作之一，也是日本國寶，現在收藏在東京國立博物館。